# Campionato europeo femminile under 17 di pallavolo 2023
Il campionato europeo femminile under 17 di pallavolo 2023 si è svolto dall'11 al 23 luglio 2023 a Vrnjačka Banja, in Serbia, e a Békéscsaba, in Ungheria: al torneo hanno partecipato sedici squadre nazionali Under-17 europee e la vittoria finale è andata per la seconda volta all'Italia.

## Qualificazioni
Al torneo hanno partecipato: le nazionali dei due paesi organizzatori e quattordici nazionali qualificate tramite il torneo di qualificazione.

## Impianti
|                                                                                       |                                                                             |  |
|                                                                                       |                                                                             |  |
| Sportska Hala Vlade Divac Città: Vrnjačka Banja Capienza: 1 300 Anno d'apertura: 2008 | Városi Sportcsarnok Città: Békéscsaba Capienza: 2 300 Anno d'apertura: 1988 |  |

## Regolamento

### Formula
La formula ha previsto: 
- Prima fase, disputata con girone all'italiana: le prime due classificate di ogni girone hanno acceduto alla fase finale.
- Fase finale, giocata con semifinali, finale per il terzo posto e finale.

### Criteri di classifica
Se il risultato finale è stato di 3-0 o 3-1 sono stati assegnati 3 punti alla squadra vincente e 0 a quella sconfitta, se il risultato finale è stato di 3-2 sono stati assegnati 2 punti alla squadra vincente e 1 a quella sconfitta.
L'ordine del posizionamento in classifica è stato definito in base a:
- Numero di partite vinte;
- Punti;
- Ratio dei set vinti/persi;
- Ratio dei punti realizzati/subiti;
- Risultati degli scontri diretti.

## Squadre partecipanti
| Squadra     | Qualificazione                                | Ultima partecipazione        |
| ----------- | --------------------------------------------- | ---------------------------- |
| Belgio      | 1ª al torneo di qualificazione (girone E)     | / Ungheria e Slovacchia 2021 |
| Bulgaria    | 1ª al torneo di qualificazione (girone A)     | / Ungheria e Slovacchia 2021 |
| Croazia     | 1ª al torneo di qualificazione (girone MEVZA) | / Ungheria e Slovacchia 2021 |
| Estonia     | 2ª al torneo di qualificazione (girone E)     | Debutto                      |
| Francia     | 2ª al torneo di qualificazione (girone B)     | / Italia e Croazia 2019      |
| Georgia     | 2ª al torneo di qualificazione (girone D)     | Debutto                      |
| Germania    | 2ª al torneo di qualificazione (girone A)     | / Italia e Croazia 2019      |
| Grecia      | 2ª al torneo di qualificazione (girone C)     | Bulgaria 2017                |
| Italia      | 1ª al torneo di qualificazione (girone WEVZA) | / Ungheria e Slovacchia 2021 |
| Paesi Bassi | 1ª al torneo di qualificazione (girone B)     | / Italia e Croazia 2019      |
| Polonia     | 1ª al torneo di qualificazione (girone EEVZA) | / Ungheria e Slovacchia 2021 |
| Romania     | 1ª al torneo di qualificazione (girone D)     | / Ungheria e Slovacchia 2021 |
| Serbia      | Paese organizzatore                           | / Ungheria e Slovacchia 2021 |
| Slovenia    | 1ª al torneo di qualificazione (girone C)     | / Italia e Croazia 2019      |
| Turchia     | 1ª al torneo di qualificazione (girone BVA)   | / Ungheria e Slovacchia 2021 |
| Ungheria    | Paese organizzatore                           | / Ungheria e Slovacchia 2021 |

## Torneo

### Fase a gironi
| Girone I    | Girone II |
| ----------- | --------- |
| Bulgaria    | Belgio    |
| Croazia     | Francia   |
| Estonia     | Germania  |
| Georgia     | Grecia    |
| Italia      | Romania   |
| Paesi Bassi | Slovenia  |
| Polonia     | Turchia   |
| Serbia      | Ungheria  |

#### Girone I

##### Risultati
| 11 luglio 2023 Sportska Hala Vlade Divac, Vrnjačka Banja Durata: 1h:58 - Spettatori: 115 | Italia      | 3 - 2 | Polonia     | 23-25, 25-14, 25-17, 23-25, 15-10 |
| 11 luglio 2023 Sportska Hala Vlade Divac, Vrnjačka Banja Durata: 1h:59 - Spettatori: 125 | Paesi Bassi | 1 - 3 | Bulgaria    | 23-25, 25-15, 23-25, 28-30        |
| 11 luglio 2023 Sportska Hala Vlade Divac, Vrnjačka Banja Durata: 1h:41 - Spettatori: 150 | Georgia     | 3 - 2 | Serbia      | 25-16, 18-25, 14-25, 25-21, 15-9  |
| 11 luglio 2023 Sportska Hala Vlade Divac, Vrnjačka Banja Durata: 0h:59 - Spettatori: 20  | Croazia     | 3 - 0 | Estonia     | 25-14, 25-13, 25-11               |
| 12 luglio 2023 Sportska Hala Vlade Divac, Vrnjačka Banja Durata: 1h:11 - Spettatori: 50  | Georgia     | 0 - 3 | Bulgaria    | 17-25, 17-25, 15-25               |
| 12 luglio 2023 Sportska Hala Vlade Divac, Vrnjačka Banja Durata: 1h:50 - Spettatori: 50  | Italia      | 1 - 3 | Croazia     | 23-25, 25-21, 20-25, 18-25        |
| 12 luglio 2023 Sportska Hala Vlade Divac, Vrnjačka Banja Durata: 2h:06 - Spettatori: 100 | Serbia      | 3 - 2 | Estonia     | 25-23, 23-25, 18-25, 25-18, 15-12 |
| 12 luglio 2023 Sportska Hala Vlade Divac, Vrnjačka Banja Durata: 2h:02 - Spettatori: 80  | Polonia     | 3 - 2 | Paesi Bassi | 20-25, 26-24, 25-10, 23-25, 15-13 |
| 13 luglio 2023 Sportska Hala Vlade Divac, Vrnjačka Banja Durata: 1h:09 - Spettatori: 52  | Bulgaria    | 3 - 0 | Estonia     | 25-13, 25-19, 25-17               |
| 13 luglio 2023 Sportska Hala Vlade Divac, Vrnjačka Banja Durata: 2h:07 - Spettatori: 70  | Croazia     | 3 - 2 | Polonia     | 25-23, 25-21, 22-25, 22-25, 15-13 |
| 13 luglio 2023 Sportska Hala Vlade Divac, Vrnjačka Banja Durata: 1h:29 - Spettatori: 150 | Paesi Bassi | 3 - 0 | Serbia      | 25-14, 28-26, 28-26               |
| 13 luglio 2023 Sportska Hala Vlade Divac, Vrnjačka Banja Durata: 1h:09 - Spettatori: 20  | Georgia     | 0 - 3 | Italia      | 20-25, 15-25, 15-25               |
| 15 luglio 2023 Sportska Hala Vlade Divac, Vrnjačka Banja Durata: 2h:01 - Spettatori: 46  | Estonia     | 2 - 3 | Paesi Bassi | 25-22, 25-20, 15-25, 23-25, 11-15 |
| 15 luglio 2023 Sportska Hala Vlade Divac, Vrnjačka Banja Durata: 1h:21 - Spettatori: 50  | Italia      | 3 - 0 | Bulgaria    | 25-23, 25-13, 25-21               |
| 15 luglio 2023 Sportska Hala Vlade Divac, Vrnjačka Banja Durata: 1h:14 - Spettatori: 150 | Serbia      | 0 - 3 | Croazia     | 20-25, 18-25, 20-25               |
| 15 luglio 2023 Sportska Hala Vlade Divac, Vrnjačka Banja Durata: 1h:17 - Spettatori: 50  | Polonia     | 3 - 0 | Georgia     | 29-27, 25-15, 25-23               |
| 16 luglio 2023 Sportska Hala Vlade Divac, Vrnjačka Banja Durata: 2h:12 - Spettatori: 70  | Croazia     | 3 - 2 | Bulgaria    | 25-16, 22-25, 23-25, 25-23, 15-10 |
| 16 luglio 2023 Sportska Hala Vlade Divac, Vrnjačka Banja Durata: 2h:03 - Spettatori: 50  | Georgia     | 0 - 3 | Paesi Bassi | 19-25, 25-27, 19-25               |
| 16 luglio 2023 Sportska Hala Vlade Divac, Vrnjačka Banja Durata: 1h:45 - Spettatori: 50  | Polonia     | 1 - 3 | Serbia      | 25-18, 21-25, 21-25, 24-26        |
| 16 luglio 2023 Sportska Hala Vlade Divac, Vrnjačka Banja Durata: 1h:04 - Spettatori: 25  | Italia      | 3 - 0 | Estonia     | 25-14, 25-11, 25-17               |
| 18 luglio 2023 Sportska Hala Vlade Divac, Vrnjačka Banja Durata: 1h:21 - Spettatori: 30  | Croazia     | 3 - 0 | Georgia     | 32-30, 25-14, 25-21               |
| 18 luglio 2023 Sportska Hala Vlade Divac, Vrnjačka Banja Durata: 2h:06 - Spettatori: 50  | Estonia     | 2 - 3 | Polonia     | 30-28, 19-25, 21-25, 25-18, 9-15  |
| 18 luglio 2023 Sportska Hala Vlade Divac, Vrnjačka Banja Durata: 1h:46 - Spettatori: 50  | Bulgaria    | 1 - 3 | Serbia      | 25-17, 19-25, 20-25, 18-25        |
| 18 luglio 2023 Sportska Hala Vlade Divac, Vrnjačka Banja Durata: 1h:31 - Spettatori: 60  | Paesi Bassi | 1 - 3 | Italia      | 18-25, 25-22, 10-25, 15-25        |
| 19 luglio 2023 Sportska Hala Vlade Divac, Vrnjačka Banja Durata: 1h:19 - Spettatori: 30  | Bulgaria    | 0 - 3 | Polonia     | 22-25, 20-25, 19-25               |
| 19 luglio 2023 Sportska Hala Vlade Divac, Vrnjačka Banja Durata: 1h:49 - Spettatori: 30  | Estonia     | 3 - 1 | Georgia     | 25-15, 29-27, 22-25, 25-20        |
| 19 luglio 2023 Sportska Hala Vlade Divac, Vrnjačka Banja Durata: 1h:41 - Spettatori: 70  | Serbia      | 1 - 3 | Italia      | 28-26, 21-25, 16-25, 18-25        |
| 19 luglio 2023 Sportska Hala Vlade Divac, Vrnjačka Banja Durata: 1h:47 - Spettatori: 60  | Paesi Bassi | 1 - 3 | Croazia     | 23-25, 25-11, 23-25, 17-25        |

##### Classifica
| Pos. | Squadra     | Pt | G | V | P | SV | SP | Ratio | PF  | PS  | Ratio |
| ---- | ----------- | -- | - | - | - | -- | -- | ----- | --- | --- | ----- |
| 1.   | Croazia     | 19 | 7 | 7 | 0 | 21 | 6  | 3,500 | 633 | 541 | 1,170 |
| 2.   | Italia      | 17 | 7 | 6 | 1 | 19 | 7  | 2,714 | 620 | 487 | 1,273 |
| 3.   | Polonia     | 12 | 7 | 4 | 3 | 17 | 13 | 1,308 | 663 | 641 | 1,034 |
| 4.   | Bulgaria    | 10 | 7 | 3 | 4 | 12 | 13 | 0,923 | 544 | 549 | 0,991 |
| 5.   | Paesi Bassi | 9  | 7 | 3 | 4 | 14 | 14 | 1,000 | 617 | 615 | 1,003 |
| 6.   | Serbia      | 9  | 7 | 3 | 4 | 12 | 16 | 0,750 | 595 | 630 | 0,944 |
| 7.   | Estonia     | 6  | 7 | 1 | 6 | 9  | 19 | 0,474 | 536 | 636 | 0,843 |
| 8.   | Georgia     | 2  | 7 | 1 | 6 | 4  | 20 | 0,200 | 476 | 585 | 0,814 |

      Qualificata alle semifinali.

#### Girone II

##### Risultati
| 11 luglio 2023 Városi Sportcsarnok, Békéscsaba Durata: 1h:39 - Spettatori: 70  | Turchia  | 1 - 3 | Grecia   | 21-25, 25-17, 24-26, 20-25        |
| 11 luglio 2023 Városi Sportcsarnok, Békéscsaba Durata: 1h:52 - Spettatori: 100 | Belgio   | 2 - 3 | Germania | 19-25, 25-18, 25-18, 19-25, 14-16 |
| 11 luglio 2023 Városi Sportcsarnok, Békéscsaba Durata: 2h:00 - Spettatori: 430 | Francia  | 2 - 3 | Ungheria | 25-22, 22-25, 25-18, 19-25, 12-15 |
| 11 luglio 2023 Városi Sportcsarnok, Békéscsaba Durata: 1h:34 - Spettatori: 70  | Romania  | 1 - 3 | Slovenia | 25-20, 7-25, 17-25, 20-25         |
| 12 luglio 2023 Városi Sportcsarnok, Békéscsaba Durata: 1h:05 - Spettatori: 100 | Francia  | 3 - 0 | Germania | 25-14, 25-18, 25-18               |
| 12 luglio 2023 Városi Sportcsarnok, Békéscsaba Durata: 1h:03 - Spettatori: 75  | Turchia  | 3 - 0 | Romania  | 25-14, 25-6, 25-14                |
| 12 luglio 2023 Városi Sportcsarnok, Békéscsaba Durata: 1h:28 - Spettatori: 310 | Ungheria | 0 - 3 | Slovenia | 23-25, 31-33, 16-25               |
| 12 luglio 2023 Városi Sportcsarnok, Békéscsaba Durata: 1h:08 - Spettatori: 100 | Grecia   | 3 - 0 | Belgio   | 25-20, 25-20, 25-13               |
| 13 luglio 2023 Városi Sportcsarnok, Békéscsaba Durata: 1h:48 - Spettatori: 110 | Germania | 1 - 3 | Slovenia | 20-25, 26-24, 19-25, 23-25        |
| 13 luglio 2023 Városi Sportcsarnok, Békéscsaba Durata: 1h:40 - Spettatori: 90  | Romania  | 1 - 3 | Grecia   | 14-25, 22-25, 25-19, 21-25        |
| 13 luglio 2023 Városi Sportcsarnok, Békéscsaba Durata: 1h:42 - Spettatori: 600 | Belgio   | 1 - 3 | Ungheria | 25-22, 22-25, 21-25, 18-25        |
| 13 luglio 2023 Városi Sportcsarnok, Békéscsaba Durata: 1h:35 - Spettatori: 100 | Francia  | 1 - 3 | Turchia  | 15-25, 25-21, 19-25, 21-25        |
| 15 luglio 2023 Városi Sportcsarnok, Békéscsaba Durata: 1h:43 - Spettatori: 80  | Slovenia | 3 - 1 | Belgio   | 28-26, 22-25, 25-23, 25-20        |
| 15 luglio 2023 Városi Sportcsarnok, Békéscsaba Durata: 1h:17 - Spettatori: 150 | Turchia  | 3 - 0 | Germania | 25-23, 25-20, 25-21               |
| 15 luglio 2023 Városi Sportcsarnok, Békéscsaba Durata: 1h:49 - Spettatori: 410 | Ungheria | 2 - 3 | Romania  | 13-25, 15-25, 25-19, 25-18, 10-15 |
| 15 luglio 2023 Városi Sportcsarnok, Békéscsaba Durata: 1h:15 - Spettatori: 85  | Grecia   | 3 - 0 | Francia  | 25-19, 25-17, 28-26               |
| 16 luglio 2023 Városi Sportcsarnok, Békéscsaba Durata: 1h:44 - Spettatori: 75  | Romania  | 1 - 3 | Germania | 29-27, 17-25, 12-25, 21-25        |
| 16 luglio 2023 Városi Sportcsarnok, Békéscsaba Durata: 1h:03 - Spettatori: 80  | Francia  | 0 - 3 | Belgio   | 18-25, 14-25, 18-25               |
| 16 luglio 2023 Városi Sportcsarnok, Békéscsaba Durata: 1h:57 - Spettatori: 700 | Grecia   | 3 - 2 | Ungheria | 25-17, 25-27, 24-26, 25-16, 15-7  |
| 16 luglio 2023 Városi Sportcsarnok, Békéscsaba Durata: 1h:06 - Spettatori: 90  | Turchia  | 3 - 0 | Slovenia | 25-18, 25-12, 25-15               |
| 18 luglio 2023 Városi Sportcsarnok, Békéscsaba Durata: 1h:43 - Spettatori: 60  | Romania  | 3 - 1 | Francia  | 25-23, 18-25, 25-23, 27-25        |
| 18 luglio 2023 Városi Sportcsarnok, Békéscsaba Durata: 1h:15 - Spettatori: 80  | Slovenia | 0 - 3 | Grecia   | 15-25, 24-26, 18-25               |
| 18 luglio 2023 Városi Sportcsarnok, Békéscsaba Durata: 1h:52 - Spettatori: 600 | Germania | 2 - 3 | Ungheria | 22-25, 19-25, 25-14, 25-19, 12-15 |
| 18 luglio 2023 Városi Sportcsarnok, Békéscsaba Durata: 1h:33 - Spettatori: 80  | Belgio   | 3 - 1 | Turchia  | 25-19, 22-25, 25-8, 25-22         |
| 19 luglio 2023 Városi Sportcsarnok, Békéscsaba Durata: 1h:15 - Spettatori: 70  | Germania | 0 - 3 | Grecia   | 18-25, 20-25, 20-25               |
| 19 luglio 2023 Városi Sportcsarnok, Békéscsaba Durata: 2h:02 - Spettatori: 70  | Slovenia | 2 - 3 | Francia  | 24-26, 28-26, 19-25, 25-20, 11-15 |
| 19 luglio 2023 Városi Sportcsarnok, Békéscsaba Durata: 1h:03 - Spettatori: 500 | Ungheria | 0 - 3 | Turchia  | 11-25, 14-25, 18-25               |
| 19 luglio 2023 Városi Sportcsarnok, Békéscsaba Durata: 1h:07 - Spettatori: 110 | Belgio   | 3 - 0 | Romania  | 25-22, 25-14, 25-17               |

##### Classifica
| Pos. | Squadra  | Pt | G | V | P | SV | SP | Ratio | PF  | PS  | Ratio |
| ---- | -------- | -- | - | - | - | -- | -- | ----- | --- | --- | ----- |
| 1.   | Grecia   | 20 | 7 | 7 | 0 | 21 | 4  | 5,250 | 605 | 495 | 1,222 |
| 2.   | Turchia  | 15 | 7 | 5 | 2 | 17 | 7  | 2,429 | 560 | 456 | 1,228 |
| 3.   | Slovenia | 13 | 7 | 4 | 3 | 14 | 12 | 1,167 | 586 | 584 | 1,003 |
| 4.   | Belgio   | 10 | 7 | 3 | 4 | 13 | 13 | 1,000 | 582 | 551 | 1,056 |
| 5.   | Ungheria | 9  | 7 | 3 | 4 | 13 | 17 | 0,765 | 594 | 666 | 0,892 |
| 6.   | Francia  | 6  | 7 | 2 | 5 | 10 | 17 | 0,588 | 578 | 606 | 0,954 |
| 7.   | Germania | 6  | 7 | 2 | 5 | 9  | 18 | 0,500 | 567 | 603 | 0,940 |
| 8.   | Romania  | 5  | 7 | 2 | 5 | 9  | 18 | 0,500 | 514 | 625 | 0,822 |

      Qualificata alle semifinali.

### Fase finale
|  | Semifinali | Semifinali | Semifinali |        |     | Finale          | Finale          | Finale          |  |
|  |            |            |            |        |     |                 |                 |                 |  |
|  | 1I         | Croazia    | 1          |        |     |                 |                 |                 |  |
|  | 1I         | Croazia    | 1          |        |     |                 |                 |                 |  |
|  | 2II        | Turchia    | 3          |        |     |                 |                 |                 |  |
|  | 2II        | Turchia    | 3          |        | 2II | Turchia         | 1               |                 |  |
|  |            |            |            |        | 2II | Turchia         | 1               |                 |  |
|  |            |            | 2I         | Italia | 3   |                 |                 |                 |  |
|  | 1II        | Grecia     | 2I         | Italia | 3   | 2               |                 |                 |  |
|  | 1II        | Grecia     |            |        |     | 2               |                 |                 |  |
|  | 2I         | Italia     | 3          |        |     | Finale 3º posto | Finale 3º posto | Finale 3º posto |  |
|  | 2I         | Italia     | 3          |        |     |                 |                 |                 |  |
|  |            |            |            |        |     |                 |                 |                 |  |
|  |            |            |            |        |     | 1I              | Croazia         | 3               |  |
|  |            |            |            |        |     | 1I              | Croazia         | 3               |  |
|  |            |            |            |        |     | 1II             | Grecia          | 1               |  |

#### Semifinali
| 22 luglio 2023 Sportska Hala Vlade Divac, Vrnjačka Banja Durata: 1h:53 - Spettatori: 150 | Croazia | 1 - 3 | Turchia | 24-26, 15-25, 25-19, 23-25        |
| 22 luglio 2023 Sportska Hala Vlade Divac, Vrnjačka Banja Durata: 2h:16 - Spettatori: 200 | Grecia  | 2 - 3 | Italia  | 21-25, 13-25, 25-15, 27-25, 14-16 |

#### Finale 3º posto
| 23 luglio 2023 Sportska Hala Vlade Divac, Vrnjačka Banja Durata: 1h:46 - Spettatori: 65 | Croazia | 3 - 1 | Grecia | 25-21, 22-25, 25-21, 25-10 |

#### Finale
| 23 luglio 2023 Sportska Hala Vlade Divac, Vrnjačka Banja Durata: 1h:30 - Spettatori: 300 | Turchia | 1 - 3 | Italia | 12-25, 8-25, 25-21, 19-25 |

## Classifica finale
| Pos     | Squadra     | Rosa |
| ------- | ----------- | --- |
| Oro     | Italia      | Formazione: 1 Aimaretti, 3 Caruso, 4 Peroni, 5 Schillkowski, 6 Spaziano, 7 Novello, 9 Quero, 10 Tosini, 11 Bovolenta, 12 Cornelli, 14 Moroni, 17 Bonafede, 21 Spada, 22 Sismondi, CT: D'Aniello                  |
| Argento | Turchia     | Formazione: 1 Uysalcan, 2 Bihan, 3 Kaya, 4 Altıntaş, 5 Kaçmaz, 6 Tırpancı, 7 Özerol, 9 Pajić, 10 Esepaşa, 11 Olgar, 14 Yılmaz, 18 Akpinar, 23 Ceyd. Kuyan, 99 Ceyl. Kuyan, CT: İnanç                             |
| Bronzo  | Croazia     | Formazione: 1 Stošić, 2 Kontošić, 4 Ucović, 5 Roso, 7 Ivković, 8 Prkačin, 9 Mlinar, 10 Francetić, 11 Smojver, 12 Golemac, 13 Vasilj, 16 Zolota, 18 Caušević, 19 Gulin, CT: Stojaković                            |
| 4.      | Grecia      | Formazione: 1 Drempela, 2 Karagiannī, 3 Katsalī, 4 Zempekī, 5 Mpitsaktsī, 6 Stylianesī, 8 Tikmanidou, 9 Terzakī, 10 Nanou, 11 Dīmītriou, 14 Dagre, 15 Papathanasiou, 18 Priniōtakī, 19 Klaoudatou, CT: Gkountas  |
| 5.      | Slovenia    | Formazione: 1 Paska, 3 Kešelj, 4 T. Jurič, 6 E. Jurič, 7 Pucelj, 8 Brunček, 9 Pangerc, 10 Koren, 11 Donko, 12 Grbas, 15 Vučurević, 16 Žnidar, 17 Počkar, 18 Drkušić, CT: Pušnik                                  |
| 6.      | Polonia     | Formazione: 4 Robińska, 5 Michalak, 6 Grejman, 7 Ornoch, 10 Szewczyk, 11 Ziółkowska, 13 Janusz, 16 Pinderska, 17 Olszowiec, 18 Kicman, 19 Dorywalska, 20 Redzimska, 21 Bulzacka, 23 Koput, CT: Janczak           |
| 7.      | Belgio      | Formazione: 3 Vanassche, 4 Deleu, 5 Weyers, 7 Vlahovic, 8 Maes, 9 Debout, 10 Josevski, 11 De Pau, 12 Hemelings, 14 Peeters, 15 Pipeleers, 19 Hoste, 21 Radovic, 24 Verhelst, CT: Vekemans                        |
| 8.      | Bulgaria    | Formazione: 1 S. Ivanova, 2 Ninova, 3 Nedjalkova, 5 Žekova, 6 Arnaudova, 8 V. Petrova, 9 Todorova, 13 M. Petrova, 14 D. Ivanova, 17 B. Ivanova, 18 Veneva, 19 Parapunova, 21 Angelova, 30 Naneva, CT: Todorov    |
| 9.      | Paesi Bassi | Formazione: 2 Schimmel, 3 Van Dijk, 4 Van Duijnhoven, 5 Evers, 6 Radstake, 7 Peper Grooters, 8 Dambrink, 9 Janssen, 10 Meijer, 11 Geerdes, 12 Trossel, 14 Van der Sluis, 16 Van Lier, 17 Sybrandy, CT: Munter    |
| 10.     | Ungheria    | Formazione: 1 Nánási, 2 Matuska, 4 Csereklye, 5 A. Zsombók, 7 Pusztai, 10 Pampuch, 11 Piros, 12 Teleki, 14 Fekete, 19 Gajdács, 22 E. Zsombók, 23 Németh, 41 Szabó, 47 Klein, CT: Horváth                         |
| 11.     | Serbia      | Formazione: 1 Vrcelj, 2 Mihajlović, 3 Ristic, 5 Marjanović, 6 Cirić, 7 Carić, 9 Aćić, 11 Vujović, 13 Kostadinović, 14 Babalj, 16 Zorić, 17 Zivojinović, 18 Tadić, 19 Martić, CT: Zekić                           |
| 12.     | Francia     | Formazione: 2 Attivi, 3 Bal, 5 Prigent, 6 Galabert, 7 Depie, 8 Baudrillard, 9 Melinard-Chanteur, 11 Kalt, 12 Dufourt, 13 Loe-Outrey, 14 Converty, 16 Randrianantenaina, 17 Sebiti, 20 Delporte, CT: De Tschudy   |
| 13.     | Germania    | Formazione: 1 Varela, 2 Slacanin, 3 Olliges, 4 Schoof, 5 Kreymborg, 8 Ligacheva, 9 Grozer, 10 Dargel, 14 Schultze, 15 Loker, 16 Rosemann, 18 Seybering, 19 Tändler, 20 Steinhilber, CT: Wolff                    |
| 14.     | Estonia     | Formazione: 1 Palk, 2 L. Tatrik, 3 Hanimägi, 4 Kask, 5 Miilen, 7 Ploomipuu, 8 Koik, 9 Pent, 10 Arak, 11 Laub, 12 Toom, 13 Vahula, 15 Soodla, 16 Lattik, CT: R. Tatrik                                            |
| 15.     | Romania     | Formazione: 1 Vizitiu, 2 Grigore, 3 Știrbu, 4 Ruci, 6 Coman, 7 Buricea, 8 Criclevit, 9 Ferencik, 10 Cocan, 11 Pârv, 12 Puica, 14 Cimbru, 15 Barbu, 17 Cucu, CT: Radu                                             |
| 16.     | Georgia     | Formazione: 5 Dvalisvhvili, 7 Katsitadze, 8 Mushkudiani, 9 Kldiashvili, 10 Kobaidze, 11 Lobzhanizde, 13 Lortkipanidze, 15 Maglaperidze, 17 Burchuladze, 19 Mdivani, 21 Jimukhadze, 23 Narimanidze, CT: Mel′nyčuk |

|  |  |  | Qualificate al Campionato mondiale 2024 |

## Premi individuali
| Premio                 | Nome              | Squadra |
| ---------------------- | ----------------- | ------- |
| MVP                    | Ludovica Tosini   | Italia  |
| Miglior palleggiatrice | Asia Spaziano     | Italia  |
| Miglior opposto        | Stella Caruso     | Italia  |
| Miglior schiacciatrice | Maša Mlinar       | Croazia |
| Miglior schiacciatrice | Elpida Tikmanidou | Grecia  |
| Miglior centrale       | Arianna Bovolenta | Italia  |
| Miglior centrale       | Begüm Kaçmaz      | Turchia |
| Miglior libero         | Ece Esepaşa       | Turchia |

## Statistiche
| Rendimento individuale | Rendimento individuale | Rendimento individuale | Rendimento individuale |
| Pos.                   | Nome                   | Punti                  | Squadra                |
| ---------------------- | ---------------------- | ---------------------- | ---------------------- |
| 1                      | Maša Mlinar            | 156                    | Croazia                |
| 2                      | Elpida Tikmanidou      | 146                    | Grecia                 |
| 3                      | Leana Grozer           | 145                    | Germania               |
| 4                      | Mila Vlahovic          | 142                    | Belgio                 |
| 5                      | Dīmītra Nanou          | 141                    | Grecia                 |
| 6                      | Ludovica Tosini        | 139                    | Italia                 |
| 7                      | Lana Francetić         | 113                    | Croazia                |
| 8                      | Begüm Kaçmaz           | 112                    | Turchia                |
| 9                      | Natasza Ornoch         | 111                    | Polonia                |
| 9                      | Gréta Pampuch          | 111                    | Ungheria               |

| Attacchi vincenti | Attacchi vincenti   | Attacchi vincenti | Attacchi vincenti |
| Pos.              | Nome                | Punti             | Squadra           |
| ----------------- | ------------------- | ----------------- | ----------------- |
| 1                 | Maša Mlinar         | 135               | Croazia           |
| 2                 | Elpida Tikmanidou   | 125               | Grecia            |
| 3                 | Mila Vlahovic       | 118               | Belgio            |
| 4                 | Ludovica Tosini     | 116               | Italia            |
| 5                 | Dīmītra Nanou       | 112               | Grecia            |
| 6                 | Leana Grozer        | 102               | Germania          |
| 7                 | Lana Francetić      | 101               | Croazia           |
| 8                 | Gréta Pampuch       | 98                | Ungheria          |
| 9                 | Natasza Ornoch      | 89                | Polonia           |
| 9                 | Marta-Mia Ploomipuu | 89                | Estonia           |

| Muri vincenti | Muri vincenti       | Muri vincenti | Muri vincenti |
| Pos.          | Nome                | Punti         | Squadra       |
| ------------- | ------------------- | ------------- | ------------- |
| 1             | Begüm Kaçmaz        | 38            | Turchia       |
| 2             | Klara Vasilj        | 32            | Croazia       |
| 3             | Arianna Bovolenta   | 21            | Italia        |
| 4             | Iva Lucija Caušević | 19            | Croazia       |
| 4             | Veronica Quero      | 19            | Italia        |
| 6             | Ani Mdivani         | 18            | Georgia       |
| 7             | Leana Grozer        | 18            | Germania      |
| 8             | Amy Attivi          | 16            | Francia       |
| 9             | Asia Spaziano       | 16            | Italia        |
| 10            | Stella Caruso       | 15            | Italia        |
| 10            | Ceyda Kuyan         | 15            | Turchia       |
| 10            | Elena Martić        | 15            | Serbia        |
| 10            | Marija Zorić        | 15            | Serbia        |

| Battute vincenti | Battute vincenti          | Battute vincenti | Battute vincenti |
| Pos.             | Nome                      | Punti            | Squadra          |
| ---------------- | ------------------------- | ---------------- | ---------------- |
| 1                | Leana Grozer              | 25               | Germania         |
| 2                | Dīmītra Nanou             | 23               | Grecia           |
| 3                | Duru Şah Tırpancı         | 20               | Turchia          |
| 4                | Weronika Janusz           | 19               | Polonia          |
| 5                | Natasza Ornoch            | 18               | Polonia          |
| 6                | Zsófia Csereklye          | 17               | Ungheria         |
| 6                | Mila Vlahovic             | 17               | Belgio           |
| 8                | Maša Mlinar               | 16               | Croazia          |
| 8                | Ema Pangerc               | 16               | Slovenia         |
| 10               | Kiéra Loe-Outrey          | 15               | Francia          |
| 10               | Roosmarijn Peper Grooters | 15               | Paesi Bassi      |
| 10               | Tea Radovic               | 15               | Belgio           |
| 10               | Eslem Yılmaz              | 15               | Turchia          |